# ميدوفك (طعام)
ميدوفك (بالروسية: Медовик) وتُعرف أيضاً باسم «كعكة العسل الروسية» وهي كعكة طبقات سلافية شائعة في دول ما بعد الاتحاد السوفيتي. المكون الرئيسي المُستخدم فيها هو العسل.
الميدوفك هي كعكة معروفة بوقت إعدادها الطويل. وتتكون من طبقات من الكعك الإسفنجي مع حشوة قشدية وغالباً ما تكون مغطاة بالمكسرات أو الفتات المصنوع من الكعك المتبقي. في الوقت الذي تصبح فيه طبقات الكعك جافة بعد خروجها من الفرن بفترة قصيرة تقوم رطوبة الحشوة بتطريتها مرة أخرى بمرور الزمن. هناك العديد من الوصفات والأنواع لهذه الكعكة ولكن المكون الرئيسي فيها جميعها هو العسل.
تم اختراع الكعكة في القرن التاسع عشر في الإمبراطورية الروسية على يد طاهي شاب سعى لإثارة إعجاب الإمبراطورة إليزابيث أليكسيفنا زوجة الإمبراطور ألكسندر الأول. لم تطيق الإمبراطورة إليزابيث العسل، وكان يثير غضبها أي طبق مصنوع منه. ولكن في يوم من الأيام لم يكن حلواني شاب جديد في المطبخ الإمبرطوري يعرف بكراهية الإمبراطورة للعسل. وكان يخبز كعكة جديد مع العسل والقشدة الحامضة الكثيفة. وبشكل مفاجئ وقعت الإمبراطورة إليزابيث على الفور في حب الكعكة اللذيذة غير مدركة لمحتواها من العسل. اكتسبت كعكة الميدوفك شعبية شديدة خلال الحقبة السوفيتية. اليوم هناك أشكال عديدة منها مع الحليب المكثف أو كريمة الزبدة أو الكاسترد.